# Taypaliito iorebotco
Genre
Espèce
Taypaliito iorebotco, unique représentant du genre Taypaliito, est une espèce d'araignées aranéomorphes de la famille des Thomisidae.

## Distribution
Cette espèce est endémique de Palawan aux Philippines,.

## Description
Le mâle holotype mesure 2,34 mm.

## Publication originale
- Barrion & Litsinger, 1995 : Riceland Spiders of South and Southeast Asia. CAB International, Wallingford, p. 1-700.